# Backbone Entertainment
Backbone Entertainment fue una empresa privada desarrolladora de videojuegos con oficinas en Emeryville, Vancouver y Charlottetown (EE. UU)
Backbone Entertainment es el resultado de la fusión de las empresas Digital Eclipse Software (especializada en emulación de juegos arcade) y ImaginEngine (especializada en programas para menores de edad). Uno de los miembros prominentes de Backbone clave es David Sirlin, un entusiasta jugador de juegos arcade conocido por las envolventes creaciones de juegos de lucha, Super Street Fighter II.
Uno de sus proyectos franquicia de Backbone Entertainmente fue Death Jr. para PSP. También produjeron una secuela, Death Jr. II: Root of Evil, una franquicia de la versión de la Nintendo DS titulada Death Jr. and the Science Fair of Doom. Cuando Death Jr. fue anunciado a lanzamiento, la publicidad de Backbone subió, invitando a celebridades, DJs, libros de cómics, shows de televisión, figuras de acción, y más. Muchas de estas invitaciones fueron enviadas desde que se lanzó el juego, el éxito del juego es considerada un "cesto" de calidad mediocre, los juegos no gustaron al público. De acuerdo con Gamerankings.com, la calificación promedio de los tres juegos fue de 59% (fuera del 100% de total), Death Jr. and the Science Fair of Doom fue el que más baja calificación obtuvo de todos.

## Historia
Backbone Entertainment se formó en 2003 a través de una fusión con Digital Eclipse, un desarrollador de emulaciones de juegos de arcade e ImaginEngine, un desarrollador de videojuegos de entretenimiento educativo. ImaginEngine siguió siendo un estudio independiente, con sede en Framingham, Massachusetts, EE.UU, mientras que los estudios de Digital Eclipse fueron absorbidos por Backbone, convirtiéndose en Backbone Emeryville y Backbone Vancouver, respectivamente. En 2004, en cooperación con la Universidad de Hawái, Backbone abrió una oficina en Honolulu, Hawái, EE.UU, bajo la dirección del presidente de Backbone, Mark Loughridge. El 29 de marzo de 2005, Backbone Entertainment anunció que se fusionaría con otro desarrollador, The Collective, para formar Foundation 9 Entertainment. En este punto, Backbone también operaba a Games2Learn, otro desarrollador de videojuegos de entretenimiento educativo. Más tarde, en 2005, Backbone saltó a la fama por primera vez con el lanzamiento de Death Jr., un juego para PlayStation Portable.
En febrero de 2006, Backbone abrió otro estudio subsidiario, Backbone Charlottetown, en Charlottetown, Isla del Príncipe Eduardo, Canadá, bajo la dirección de Andrew Ayre. En mayo de 2007, el nuevo estudio, que incluía a Ayre y varios ex empleados de Digital Eclipse, se separó de Backbone y se convirtió en Other Ocean Interactive, con el objetivo de mostrar los rasgos anteriores de Digital Eclipse de una manera más pequeña.  En septiembre de 2008, Backbone despidió a la mayoría de las personas empleadas en su estudio de Vancouver, seguido de un cierre total del estudio en mayo de 2009.  En octubre de 2012, Backbone despidió a la mayoría de sus Personal con sede en Emeryville para evitar el cierre por completo. Unos días después, se informó que ImaginEngine se había cerrado, dejando a 25 personas, incluido el director del estudio, Randall Sanborn, sin trabajo. 

## Juegos desarrollados
| Año  | Videojuego                                                              | Plataforma(s)                 |
| ---- | ----------------------------------------------------------------------- | ----------------------------- |
| 2001 | Spyro: Season of Ice                                                    | GameBoy Advance               |
| 2002 | Spyro 2: Season of Flame                                                | GameBoy Advance               |
| 2002 | Spider-Man: La Película                                                 | GameBoy Advance               |
| 2003 | Spyro: Attack of the Rhynocs                                            | GameBoy Advance               |
| 2004 | Spider-Man 2                                                            | NGage                         |
| 2004 | Grand Theft Auto Advance                                                | GameBoy Advance               |
| 2004 | The Incredibles: Escape from Nomanisan Island                           | PC                            |
| 2005 | RIFTS: Promise of Power                                                 | NGage                         |
| 2005 | Death Jr.                                                               | PSP                           |
| 2006 | Age of Empires: The Age of Kings                                        | Nintendo DS                   |
| 2006 | Charlotte's Web                                                         | Nintendo DS, Game Boy Advance |
| 2006 | Death Jr. II: Root of Evil                                              | PSP                           |
| 2006 | NBA Ballers: Rebound                                                    | PSP                           |
| 2006 | Sonic Rivals                                                            | PSP                           |
| 2006 | Mech Assault: Phantom War                                               | Nintendo DS                   |
| 2007 | Bomberman Live                                                          | XBLA                          |
| 2007 | Death Jr. and the Science Fair of Doom                                  | Nintendo DS                   |
| 2007 | Sonic the Hedgehog                                                      | iPod                          |
| 2007 | Brooktown High                                                          | PSP                           |
| 2007 | Sonic Rivals 2                                                          | PSP                           |
| 2007 | Shrek n' Roll                                                           | XBLA                          |
| 2008 | Monster Lab                                                             | Wii,PS2,PSP                   |
| 2008 | Death Jr. II: Root of Evil                                              | Wii                           |
| 2008 | Wolf of the Battlefield: Commando 3                                     | PSN, XBL                      |
| 2008 | 1942: Joint Strike                                                      | PSN, XBL                      |
| 2008 | Super Street Fighter II: Turbo HD Remix                                 | PSN, XBLA                     |
| 2009 | Sonic's Ultimate Genesis Collection/Sega Mega Drive Ultimate Collection | Xbox 360, PS3                 |
| 2009 | Rock Band Unplugged                                                     | PSP                           |
| 2009 | Lego Rock Band                                                          | Nintendo DS                   |
| 2009 | Marvel vs. Capcom 2                                                     | PSN, XBLA                     |

### Conversiones
- The Simpsons Arcade Game (2012) - XBLA, PSN
- X-Men (2010) - Emeryville - XBLA, PSN
- Shinobi (2009) - Emeryville - XBLA
- Space Invaders Extreme (2009) - Vancouver - XBLA
- Sega Mega Drive Ultimate Collection (2009) - Xbox 360, PS3
- Cyberball 2072 (2007) - XBLA
- Gyruss (2007) - XBLA
- Paperboy (2007) - XBLA
- Root Beer Tapper (2007) - XBLA
- Rush 'n Attack (2007) - XBLA
- Super Contra (2007) - XBLA
- Teenage Mutant Ninja Turtles (2007) - XBLA
- Track & Field (2007) - XBLA
- Yie Ar Kung-Fu (2007) - XBLA
- Golden Axe (2007) - XBLA
- Ecco the Dolphin (2007) - XBLA
- Sonic the Hedgehog (2007) - XBLA
- Sonic the Hedgehog 2 (2007) - XBLA
- Streets of Rage 2 (2007) - XBLA
- Castlevania: Symphony of the Night (2007) - XBLA
- Defender (2006) - XBLA
- Frogger (2006) - XBLA
- Contra (2006) - XBLA
- Robotron: 2084 (2006) - XBLA
- Scramble (2006) - XBLA
- Time Pilot (2006) - XBLA
- Ultimate Mortal Kombat 3 (2006) - XBLA
- Joust (2005) - XBLA
- Gauntlet (2005) - XBLA
- Smash TV (2005) - XBLA